# SIGMA Clermont
SIGMA Clermont ist eine französische Ingenieurhochschule in Clermont-Ferrand. Sie hat den Status einer grande école und unterliegt als öffentliche Hochschule dem französischen Ministerium Hochschulbildung, Forschung und Innovation.
Die Hochschule ist Mitglied der Ingenieurhochschulkonferenz (CDEFI), der Französischen Hochschulrektorenkonferenz (CGE), der Chemie Allianz Fédération Gay-Lussac. Darüber hinaus ist sie assoziiertes Mitglied des Institut Mines-Télécom.

## Geschichte
SIGMA Clermont wurde offiziell am 1. Januar 2016 gegründet. Sie entstand aus der Fusion der 1908 gegründeten École Nationale Superiéure de Chimie de Clermont-Ferrand (ENSCCF) und dem 1991 gegründeten Institut Français de Mécanique Avancée (IFMA).
Die Hochschule befindet sich auf dem Technologiecampus „Les Cézeaux“ im Süden von Clermont-Ferrand.

## Studium
Nach bestandenen Aufnahmeprüfungen können Studierende an der SIGMA Clermont zwei verschiedene Diplomstudiengänge (M.Sc.) studieren. Dabei gibt es unterschiedliche obligatorische Vertiefungsmöglichkeiten:
- Diplom in Chemie[2]
  - Vertiefung in Feiner und Industrieller Organischer Chemie (Pharmazeutische Chemie und Gewinnung natürlicher Substanzen)
  - Vertiefung in Hochleistungsmaterialien
  - Vertiefung in Chemieingenieurswesen

- Diplom in Ingenieurwissenschaften[3]
  - Vertiefung in Maschinen, Mechanischen Systemen und Mechanismen
  - Vertiefung in Materialwissenschaften
  - Vertiefung in Industriellen Systemen und Logistik (Wirtschaftsingenieurwesen)

Als zusätzliche Spezialisierung können Internationales, Flugzeugbau oder Unternehmensgründung gewählt werden.
Zusätzlich zu den beiden Diplomstudiengängen bietet SIGMA Clermont den Innomech-Masterstudiengang (M2, M.Sc.) für Studierende mit qualifizierendem Bachelorabschluss im Bereich Maschinenbau, Wirtschaftsingenieurwesen oder Physik an, der zu einem weiterführenden Promotionsstudium berechtigt. Er bietet folgende obligatorische Vertiefungsmöglichkeiten:
- Wintersemester: intensives Fachstudium in den Bereichen Robotik, Anlagenbau und Materialwissenschaften
- Sommersemester: 6-monatiges Forschungsprojekt oder Industriepraktikum (oder mehrmonatiges Traineeship-programm, das nach sechs Monaten ebenfalls zum Masterabschluss führt)

## Zusammenarbeit mit dem deutschsprachigen Raum
Die Hochschule unterhält zahlreiche Verbindungen zu zahlreichen Universitäten und Unternehmen im deutschsprachigen Raum. Des Weiteren bestehen aktive Forschungskooperation mit verschieden Fraunhofer-Instituten.

### Partneruniversitäten in Deutschland
| Bundesland          | Stadt                | Universität                        |
| ------------------- | -------------------- | ---------------------------------- |
| Bayern              | Regensburg           | OTH Regensburg                     |
| Baden-Württemberg   | Karlsruhe            | Karlsruhe Institut für Technologie |
| Baden-Württemberg   | Stuttgart            | Universität Stuttgart              |
| Bremen              | Bremen               | Hochschule Bremen                  |
| Hessen              | Darmstadt            | TU Darmstadt                       |
| Niedersachsen       | Clausthal-Zellerfeld | TU Clausthal                       |
| Nordrhein-Westfalen | Siegen               | Universität Siegen                 |
| Nordrhein-Westfalen | Dortmund             | TU Dortmund                        |
| Nordrhein-Westfalen | Bochum               | Hochschule Bochum                  |
| Nordrhein-Westfalen | Aachen               | RWTH                               |
| Sachsen             | Chemnitz             | TU Chemnitz                        |

### Partneruniversitäten in Österreich
| Bundesland | Stadt    | Universität          |
| ---------- | -------- | -------------------- |
| Salzburg   | Salzburg | Universität Salzburg |

## Forschung
Das Forschungspersonal von SIGMA Clermont ist hauptsächlich in drei CNRS Forschungszentren aktiv:
- Institut Pascal
- Institut de Chimie de Clermont-Ferrand
- LIMOS

Forschungsschwerpunkte sind unter anderem:
- Antalgische Moleküle
- Materialmechanik und Strukturen
- Photochemie
- Bilder, Aufnahmesysteme und Robotik
- Biochemie
- Industrielle Systeme
- Energie, Biosysteme und Verfahrenstechnik
- Biophysische Atmosphärenchemie
- Photonik, Wellentechnologie und Nanomaterialien
- Fluoreszierende Materialien
- Nanokompositstoffe